# Visit Sweden
V.S. VisitSweden AB, marknadsnamn Visit Sweden, är ett marknadsföringsbolag för svensk turistnäring. Företaget är ett aktiebolag som ägs till 100 % av svenska staten via Näringsdepartementet. Uppdraget är att i utlandet marknadsföra Sverige som resmål och tillsammans med övriga medlemmar i Nämnden för Sverigefrämjande i Utlandet (NSU) internationellt marknadsföra varumärket Sverige.
VisitSweden föregångare var Svenska Trafikförbundet, som grundades 1902 i samarbete mellan svenska staten, Svenska Turistföreningen, samt ett flertal järnvägsbolag, rederier och hotell. 1944 ändrades namnet till Svenska Turisttrafikförbundet. 1976 blev Turisttrafikförbundet en statlig stiftelse med namnet Sveriges Rese- och Turistråd för marknadsföring och socialturism. 1992 avvecklades stiftelsen, och av aktiebolaget Swedish Travel & Tourism Council AB. Då Sveriges Rese- och Turistråd AB bildades 1995 som hälftenägt av staten, övertog de Swedish Travel & Tourism Council AB.
Sveriges Rese- och Turistråd AB, som var det ursprungliga namnet på Visit Sweden, bildades 1995. Den 23 mars 2006 ändrades namnet till Visit Sweden vilket ska underlätta kommunikationen med de tilltänkta kunderna. Webbplatsen visitsweden.com utgör den officiella informationsplatsen för resmålet Sverige. 
Företaget har sitt huvudkontor i Stockholm där cirka 30 av de cirka 75 anställda finns. Utöver Sverige har organisationen representation i 7 länder, Tyskland, Nederländerna, Storbritannien, Kina, Frankrike, USA och Indien.